# Molnár János (labdarúgó)
Molnár János, (Budapest, 1931. május 14. – Budapest, 2000. április 22.) válogatott labdarúgó, csatár, az 1957–58-as idény gólkirálya holtversenyben.

## Pályafutása

### Klubcsapatban
Az MTK saját nevelésű labdarúgója volt. 1952-ben mutatkozott be az élvonalban. Kétszeres magyar bajnok és egyszer magyar kupa győztes a kék-fehérekkel. Az 1957–58-as idényben a bajnokság gólkirálya volt 16 góllal, Friedmanszky Zoltánnal holtversenyben. 1962-es visszavonulásáig 194 bajnoki mérkőzésen szerepelt és 75 gólt szerzett. Labdarúgó pályafutása után három évig az MTK ifjúsági csapatának edzője volt.

### A válogatottban
1960-ban két alkalommal szerepelt a válogatottban.

## Sikerei, díjai
- Magyar bajnokság
  - bajnok: 1953, 1957–58
  - gólkirály: 1957–58 (16 gól, Friedmanszky Zoltánnal)
- Magyar kupa (MNK)
  - győztes: 1952
- A Magyar Népköztársaság Érdemes Sportolója (1954)[2]

## Statisztika

### Mérkőzései a válogatottban
| Magyarország | Magyarország       | Magyarország         | Magyarország | Magyarország | Magyarország  | Magyarország | Magyarország | Magyarország |
| #            | Dátum              | Helyszín             | Hazai        | Eredmény     | Vendég        | Kiírás       | Gólok        | Esemény      |
| ------------ | ------------------ | -------------------- | ------------ | ------------ | ------------- | ------------ | ------------ | ------------ |
| 1.           | 1960. október 9.   | Budapest, Népstadion | Magyarország | 1 – 1        | Jugoszlávia   | barátságos   | -            | 80'          |
| 2.           | 1960. november 13. | Budapest, Népstadion | Magyarország | 4 – 1        | Lengyelország | barátságos   | -            | 54'          |
|              | Összesen           |                      |              | 2            | mérkőzés      |              | 0            | gól          |